# Mancalla
Mancalla é um gênero extinto de alcídeos pré-históricos incapazes de voar que viveram na costa do Pacífico da atual Califórnia e México durante o final do Mioceno até o início do Plioceno.

## Espécies
- Mancalla californiensis Lucas, 1901
- Mancalla cedrosensis Howard, 1971
- Mancalla lucasi Smith, 2011
- Mancalla vegrandis Smith, 2011